# 2014 UZ224
2014 UZ224 – planetoida z grupy obiektów transneptunowych, krążąca wokół Słońca w obrębie dysku rozproszonego. Planetoida ta jeszcze nie ma własnej nazwy ani kolejnego numeru, a jedynie oznaczenie prowizoryczne.
Obiekt został odkryty w ramach przeglądu nieba Dark Energy Survey za pomocą kamery Dark Energy Camera (DECam).

## Orbita
Orbita 2014 UZ224 jest nachylona pod kątem 26,8° do ekliptyki, ma też duży mimośród – około 0,65. Obiekt należy do najodleglejszych zaobserwowanych w Układzie Słonecznym, znajdując się w 2016 roku blisko 92 au od Słońca. Około 2142 roku planetoida przejdzie przez swoje peryhelium, w odległości około 38,7 au od Słońca.

## Charakterystyka fizyczna
Niewiele jak dotąd wiadomo o tym odległym obiekcie. Duża absolutna wielkość gwiazdowa, wynosząca około 3,48m, kwalifikuje go do grupy kandydatów na planety karłowate. Średnica planetoidy 2014 UZ224 na podstawie jej jasności szacowana jest na około 635 km, co czyni ją jedną z największych odkrytych planetoid transneptunowych.